# Бабитес
Ба́битес или Бабите (устар. Бабитъ или Бабитское, латыш. Babītes ezers) — реликтовое озеро в центральной части Латвии, расположено в Бабитской лагуне на Рижской равнине у южного побережья Рижского залива, на границе Салской и Бабитской волостей в пределах территории Марупского края. Относится к бассейну Лиелупе. Озеро Бабитес имеет площадь в 25,557 км², являясь таким образом седьмым по величине озером в Латвии.
Бабитское озеро является одним из лучших мест Латвии для наблюдения за водоплавающими перелётными птицами. Для птиц это озеро является важным местом для гнездования, оперения и отдыха. В 2009 году орнитологи зарегистрировали на озере 87 видов птиц. Среди многочисленных видов птиц, которые были замечены на озере, есть охраняемые виды птиц, такие как: луговой лунь, полевой лунь, коростель, болотный кулик другие. Всего, по состоянию на 2004 год, в правила Кабинета Министров Латвии о природном заповеднике, кроме особо охраняемого растения Najas marina L, внесены 18 видов растений, 3 вида рыб и 3 вида млекопитающих. В 2004 году заповедник был включен в список особо охраняемых территорий европейского значения — в сеть территорий NATURA 2000. На международном уровне с 1989 года озеро Бабите было включено в список мест важных для птиц европейского значения, (Grimmet, Jones 1989).

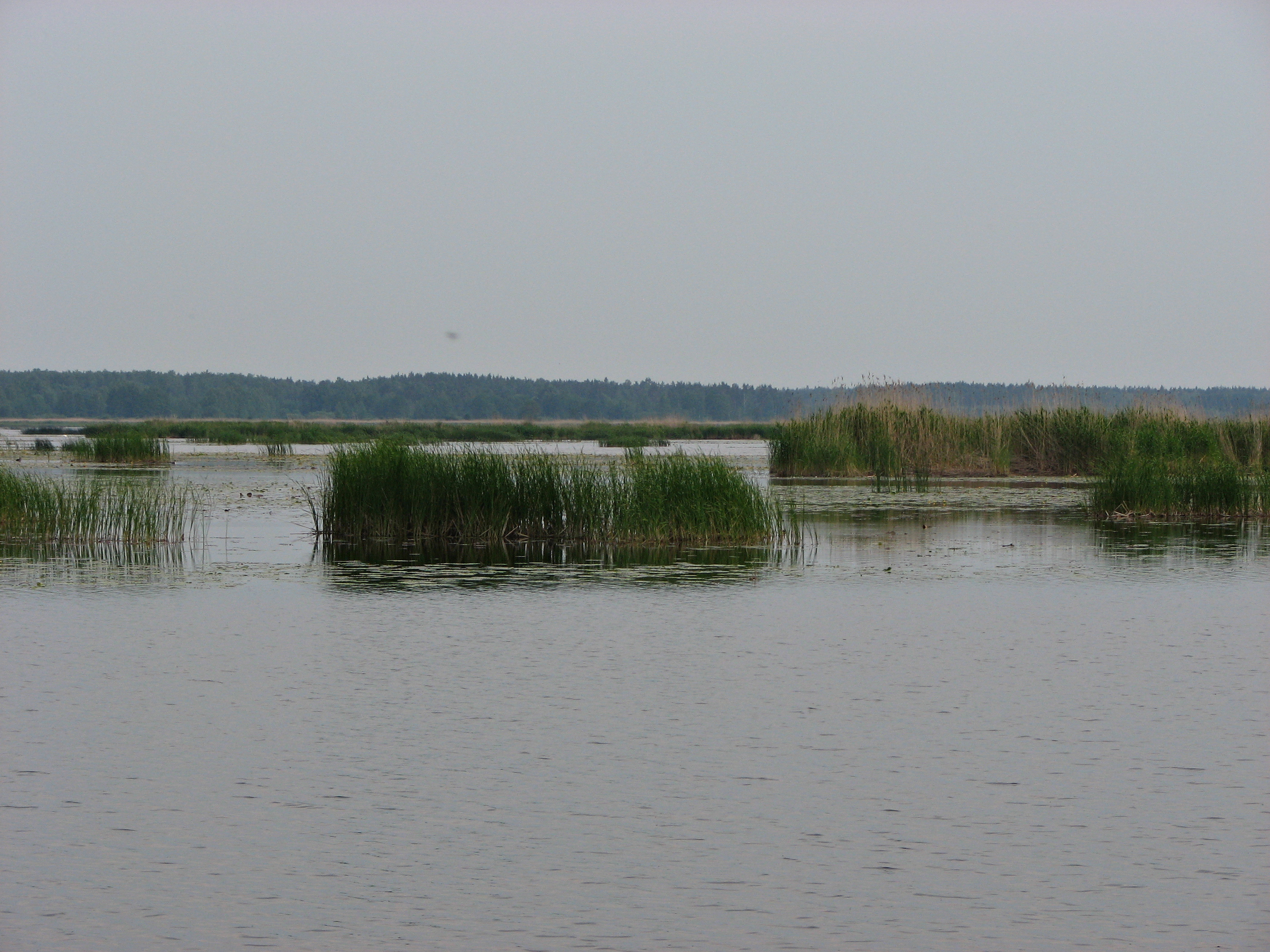
Бабитское озеро

Озеру присвоен статус «Природный заказник Латвии». Правила пользования озером, включающие в себя раздел «Зона строгого режима», установлены постановлением кабинета Министров Латвии. В «зоне строгого режима» запрещено перемещение, нахождение, хозяйственная и любая другая деятельность, кроме отдельно указанных пунктов, связанных с охраной самой территории, спасением людей и периода, когда озеро полностью покрыто льдом. Кроме этого, несколько пунктов, связанных с хозяйственной деятельностью и научными исследованиями в этой зоне, требуют письменного разрешения Управления защиты природы Латвии. Первые ограничения использования природных богатств озера известны более чем 200 лет назад.
Тип озера — лагуна, образовалось 3000—4000 лет назад. В озеро впадают четыре реки — Гате из Лиелупе, Дзилнупе, Миглупите и Нериня.

## Рыбы
В озере обитают линь, карась, лещ, щука, окунь, речной угорь, красноперка, карп, плотва, судак, рыбец.